# Krasznokvajda
Krasznokvajda là một thị trấn thuộc hạt Borsod-Abaúj-Zemplén, Hungary. Thị trấn này có diện tích 11,44 km², dân số năm 2010 là 472 người, mật độ 41 người/km².